# Chaussenac

Chaussenac este o comună în departamentul Cantal, Franța. În 1 ianuarie 2022 avea o populație de 223 de locuitori.

## Geografie
Comuna Chaussenac este situată în cartierul Mauriac și în cantonul Pleaux. Este limitată la nord de municipalitatea Brageac (separată de râul Ostenac) și la sud de municipalitatea Barriac-les-Bosquets. La est, este orașul Ally și la vest, comunele Tourniac și Pleaux sunt granițele sale.
Lucrările din Ribier du Chatelet relevă că solul comunei este parțial vulcanic și parțial compus din terenuri primitive, amestecate cu gneiss și șisturi-miace.